# جیانلوکا جووانینی
جیانلوکا جووانینی (انگلیسی: Gianluca Giovannini؛ زادهٔ ۹ دسامبر ۱۹۸۳) بازیکن فوتبال اهل ایتالیا است.
از باشگاه‌هایی که در آن بازی کرده‌است می‌توان به باشگاه فوتبال پادوا، باشگاه فوتبال آسکولی، باشگاه فوتبال ونتزیا، و باشگاه فوتبال ترنانا اشاره کرد.